# The Aeroplane Flies High
| Críticas profissionais | Críticas profissionais |
| Avaliações da crítica  | Avaliações da crítica  |
| Fonte                  | Avaliação              |
| ---------------------- | ---------------------- |
| Allmusic               | [ 1 ]                  |

The Aeroplane Flies High é uma coletânea de lados b, na forma de uma caixa contendo cinco discos, dos singles lançados pela banda The Smashing Pumpkins.
Os singles foram extraídos do álbum Mellon Collie and the Infinite Sadness e à estes foram adicionadas músicas não aproveitadas anteriormente. A caixa contém também um livro-pôster com 44 fotos tiradas pela banda durante a turnê de Mellon Collie and The Infinite Sadness. Originalmente planejada a demanda de somente 200.000 cópias, a gravadora Virgin Records produziu mais após as cópias originais superarem as expectativas de venda e esgotarem-se.

## "Bullet With Butterfly Wings"
1. "Bullet with Butterfly Wings" (Billy Corgan) – 4:16
2. "...Said Sadly" (com Nina Gordon) (James Iha) – 3:09
3. "You're All I've Got Tonight" (Ric Ocasek) – 3:10
4. "Clones (We're All)" (David Carron) – 2:43
5. "A Night Like This" (Robert Smith) – 3:36
6. "Destination Unknown" (Dale Bozzio/Terry Bozzio/Warren Cuccurullo) – 4:14
7. "Dreaming" (Debbie Harry/Chris Stein) – 5:11

- - "You're All I've Got Tonight" é uma versão cover de uma música da banda The Cars do álbum The Cars.
  - "Clones (We're All)" é uma versão cover da banda de Alice Cooper do álbum Flush the Fashion.
  - "A Night Like This" é uma versão cover da banda The Cure, do álbum The Head on the Door.
  - "Destination Unknown" é uma versão cover da banda Missing Persons, do álbum Spring Session M.
  - "Dreaming" é uma versão cover da banda Blondie, do álbum Eat to the Beat.

## "1979"
1. "1979" (Corgan) – 4:28
2. "Ugly" (Corgan) – 2:52
3. "The Boy" (Iha) – 3:04
4. "Cherry" (Corgan) – 4:02
5. "Believe" (Iha) – 3:15
6. "Set the Ray to Jerry" (Corgan) – 4:10

## "Zero"
1. "Zero" (Corgan) – 2:39
2. "God" (Corgan) – 3:09
3. "Mouths of Babes" (Corgan) – 3:46
4. "Tribute to Johnny" (Iha/Corgan) – 2:34 (instrumental)
5. "Marquis in Spades" (Corgan) – 3:17
6. "Pennies" (Corgan) – 2:28
7. "Pastichio Medley" (Corgan) – 23:00

"Tribute to Johnny" é um tributo à Johnny Winter, um dos guitarristas favoritos de Billy Corgan e James Iha.
"Pastichio Medley" é uma junção dos riffs de várias jams gravadas após Siamese Dream e antes do lançamento de Mellon Collie and the Infinite Sadness. Isto inclui: "The Demon", "Thunderbolt", "Dearth", "Knuckles", "Star Song", "Firepower", "New Waver", "Space Jam", "Zoom", "So Very Sad About Us", "Phang", "Speed Racer", "The Eternal E", "Hairy Eyeball", "The Groover", "Hell Bent for Hell", "Rachel", "A Dog's Prayer", "Blast", "The Black Rider", "Slurpee", "Flipper", "The Viper", "Bitch", "Fried", "Harmonia", "U.S.A.", "The Tracer", "Envelope Woman", "Plastic Guy", "Glasgow 3am", "The Road Is Long", "Funkified", "Rigamarole", "Depresso", "The Streets Are Hot Tonite", "Dawn At 16", "Spazmatazz", "Fucker", "In the Arms of Sheep", "Speed", "77", "Me Rock You Snow", "Feelium", "Is Alex Milton", "Rubberman", "Spacer", "Rock Me", "Weeping Willowly", "Rings", "So So Pretty", "Lucky Lad", "Jackboot", "Milieu", "Disconnected", "Let Your Lazer Love Light Shine Down", "Phreak", "Porkbelly", "Robot Lover", "Jimmy James", "America", "Slinkeepie", "Dummy Tum Tummy", "Fakir", "Jake", "Camaro", "Moonkids", "Make It Fungus", "V-8", "Die".

## "Tonight, Tonight"
1. "Tonight, Tonight" (Corgan) – 4:15
2. "Meladori Magpie" (Corgan) – 2:41
3. "Rotten Apples" (Corgan) – 3:02
4. "Jupiter's Lament" (Corgan) – 2:30
5. "Medellia of the Gray Skies" (Corgan) – 3:11
6. "Blank" (Corgan) – 2:54
7. "Tonite Reprise" (Corgan) – 2:40

"Tonite Reprise" é uma versão solo acústica de "Tonight, Tonight" com pouquíssimas alterações nas letras. Esta versão também aparece em um dos LPs de Mellon Collie.

## "Thirty-Three"
1. "Thirty-Three" (Corgan) – 4:10
2. "The Last Song" (Corgan) – 3:55
3. "The Aeroplane Flies High (Turns Left, Looks Right)" (Corgan) – 8:31
4. "Transformer" (Corgan) – 3:25
5. "The Bells" (Iha) – 2:17
6. "My Blue Heaven" (George Whiting/Walter Donaldson) – 3:20